# Den fosterländska föreningen till uppmuntran av själverksamhet för framtida oberoende
Den fosterländska föreningen till uppmuntran av själverksamhet för framtida oberoende var en svensk välgörenhetsförening, grundad av drottning Lovisa år 1869. 
Syftet var att "uppmuntra till själfverksamhet och sparsamhet". 